# 马涅 (维埃纳省)
马涅（法語：Magné，法語發音：[maɲe]）是法国新阿基坦大区维埃纳省的一个市镇，属于蒙莫里永区。

## 地理
马涅（46°21'25"N, 0°23'34"E）面积20.01 平方千米，位于法国新阿基坦大区维埃纳省，该省份为法国中西部省份，北起曼恩-卢瓦尔省和安德尔-卢瓦尔省，西接德塞夫勒省，南至夏朗德省，东南接上维埃纳省，东临安德尔省。
与马涅接壤的市镇（或旧市镇、城区）包括：布里永、尚帕涅圣伊莱尔、拉费里耶尔-艾鲁、让赛、马尔奈。

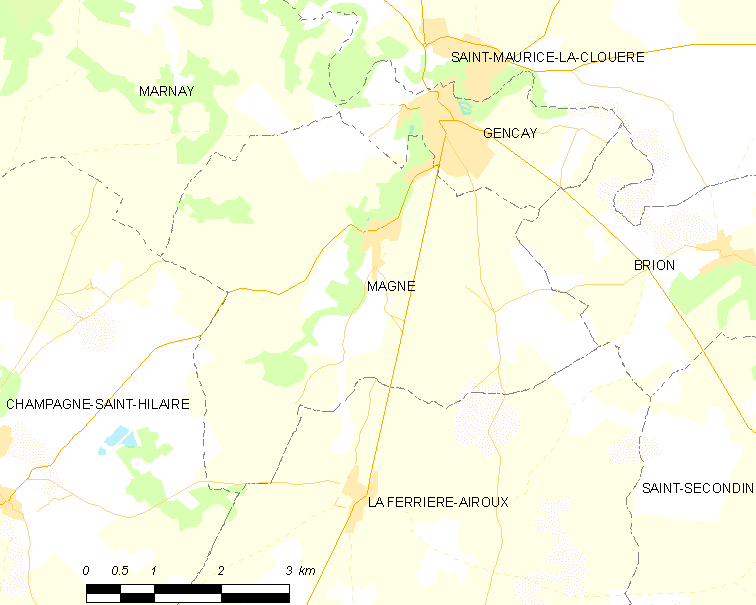
的OSM定位图

马涅的时区为UTC+01:00、UTC+02:00（夏令时）。

## 行政
马涅的邮政编码为86160，INSEE市镇编码为86141。

## 政治
马涅所属的省级选区为锡夫赖县。

## 人口

1962-2008年间人口变化图示

马涅于2022年1月1日时的人口数量为672人。